# K.Krishnapura, Madhugiri
K.Krishnapura là một làng thuộc tehsil Madhugiri, huyện Tumkur, bang Karnataka, Ấn Độ.